# Поликотилиды
Поликотилиды (лат. Polycotylidae) — семейство короткошейных плезиозавров, живших в юрском и меловом периодах (155,7—66,0 млн лет назад). Их ископаемые остатки найдены на всех континентах.

## Классификация
По данным сайта Paleobiology Database, на октябрь 2019 года в семейство включают 14 вымерших родов, два из которых выделены в монотипические подсемейства:
- Роды incertae sedis
  - Ceraunosaurus Thurmond, 1968
    -  ? Ceraunosaurus brownorum Thurmond, 1968 — жил в меловом периоде около 95 млн лет назад, найден в штате Техас (США).

  - Dolichorhynchops Williston, 1902 (4 вида)
  - Edgarosaurus Druckenmiller, 2002 (1 вид)
  - Eopolycotylus Albright et al., 2007 (1 вид)
  - Georgiasaurus Otschev, 1977 (1 вид)
  - Manemergus Buchy et al., 2005 (1 вид)
  - Pahasapasaurus Schumacher, 2007 (1 вид)
  - Piratosaurus Leidy, 1865
  - Plesiopleurodon Carpenter, 1996 (1 вид)
  - Sulcusuchus Gasparini & Spalletti, 1990 (1 вид)
  - Thililua  Bardet et al., 2003 (1 вид)
  - Trinacromerum Cragin, 1888 (2 вида)
- Подсемейство Palmulainae Albright et al., 2007
  - Palmulasaurus Albright et al., 2007 [syn. Palmula Albright et al., 2007] (1 вид)
- Подсемейство Polycotylinae Albright et al., 2007
  - Polycotylus Cope, 1869 (2 вида)

В семейство также включают несколько биноменов в статусе nomen dubium: Cimoliasaurus leucoscopelus, Polycotylus brevispondylus, Polycotylus ichthyospondylus tanais.